# Salvatororde
Koning Erik XIV van Zweden stelde tijdens zijn regering (1560-1568) een Salvatororde in. De keten van deze orde werd waarschijnlijk alleen door de koning zelf gedragen en deze oudste van de Zweedse ridderorden overleefde het overlijden van de stichter dan ook niet.
Omdat de keten alleen door de koning werd gedragen en de orde geen statuten bezat is het moeilijk om van een middeleeuwse orde, die immers een gemeenschap van ridders was, te spreken. Ze wordt daarom niet als een volwaardige ridderorde beschouwt. De keten van de Serfijnenorde bevat elementen uit de keten van de Salvatororde.

## De orde en het regeringsmotto
De vier door de 16e- en 17e-eeuwse Zweedse monarchen ingestelde orden zijn nauw verbonden met hun regeringsmotto.
- De Salvatororde van Erik XIV naar "Deus dat cui vult". (1560)
- De Agnus Dei-orde van Johan III naar "Deus protector noster".  (1568)
- De Jehova-orde van Karel IX naar "Jehovah solatium meum". (1604)
- De Jezusorde van Karel XI naar "In Jehovah sors mea, ipse faciet" en "Factus est Dominus protector meus". (1660)